# 91898 Margnetti
91898 Margnetti è un asteroide della fascia principale. Scoperto nel 1999, presenta un'orbita caratterizzata da un semiasse maggiore pari a 2,9750839 au e da un'eccentricità di 0,1147788, inclinata di 4,57650° rispetto all'eclittica.
L'asteroide è dedicato al produttore svizzero di vino Giuseppe Margnetti.